# Бетейвія (Огайо)
Бетейвія (англ. Batavia) — селище (англ. village) в США, в окрузі Клермонт штату Огайо. Населення — 1972 особи (2020).

## Географія
Бетейвія розташована за координатами 39°4′42″ пн. ш. 84°10′53″ зх. д. / 39.07833° пн. ш. 84.18139° зх. д. (39.078249, -84.181424).  За даними Бюро перепису населення США в 2010 році селище мало площу 4,20 км², з яких 4,12 км² — суходіл та 0,08 км² — водойми. В 2017 році площа становила 7,70 км², з яких 7,54 км² — суходіл та 0,15 км² — водойми.

## Демографія
Згідно з переписом 2010 року, у селищі мешкало 1509 осіб у 629 домогосподарствах у складі 411 родини. Густота населення становила 360 осіб/км².  Було 713 помешкання (170/км²).
Расовий склад населення:
| - 93,6 % — білих - 3,4 % — чорних або афроамериканців - 0,6 % — азіатів - 0,5 % — корінних американців |

До двох чи більше рас належало 1,8 %. Частка іспаномовних становила 0,9 % від усіх жителів.
За віковим діапазоном населення розподілялося таким чином: 24,5 % — особи молодші 18 років, 62,0 % — особи у віці 18—64 років, 13,5 % — особи у віці 65 років та старші. Медіана віку мешканця становила 37,7 року. На 100 осіб жіночої статі у селищі припадало 89,1 чоловіків;  на 100 жінок у віці від 18 років та старших — 89,8 чоловіків також старших 18 років.
Середній дохід на одне домашнє господарство  становив 59 988 доларів США (медіана — 47 500), а середній дохід на одну сім'ю — 74 546 доларів (медіана — 61 364). Медіана доходів становила 41 333 долари для чоловіків та 40 781 долар для жінок. За межею бідності перебувало 20,6 % осіб, у тому числі 18,1 % дітей у віці до 18 років та 13,8 % осіб у віці 65 років та старших.
Цивільне працевлаштоване населення становило 719 осіб. Основні галузі зайнятості: освіта, охорона здоров'я та соціальна допомога — 19,3 %, виробництво — 16,6 %, мистецтво, розваги та відпочинок — 11,7 %, науковці, спеціалісти, менеджери — 9,5 %.